# 弗羅斯特堡 (馬里蘭州)
弗羅斯特堡（英文：Frostburg）是美國馬里蘭州阿利根尼縣的一個城市，位於 喬治斯溪谷之源頭，屬於坎伯蘭／馬里蘭－西維吉尼亞大都會統計區。據2010年統計，人口為9,002人。 
弗羅斯特堡位於坎伯蘭西方8英里（13），是國家大道上的第一個城市，美國國道40號經過本城，西馬里蘭觀光鐵路的西端也在本城。1991年開始，由原美國國道升等改編而成的68號州際公路通過本城。

## 外部連結
- City website
- Historic Frostburg: A Maryland Main Street Community
- Frostburg Museum
- Frostburg State University （页面存档备份，存于）